# Buchloe
Buchloe [ˈbuːxloːə; schwäbisch: ˈbuəxlə] ist eine Stadt im schwäbischen Landkreis Ostallgäu. Sie bildet mit den benachbarten Gemeinden Jengen, Lamerdingen und Waal die Verwaltungsgemeinschaft Buchloe. Buchloe ist eine Eisenbahnerstadt und mit rund 14.000 Einwohnern nach der Kreisstadt Marktoberdorf und der Stadt Füssen die drittgrößte Stadt im Landkreis.

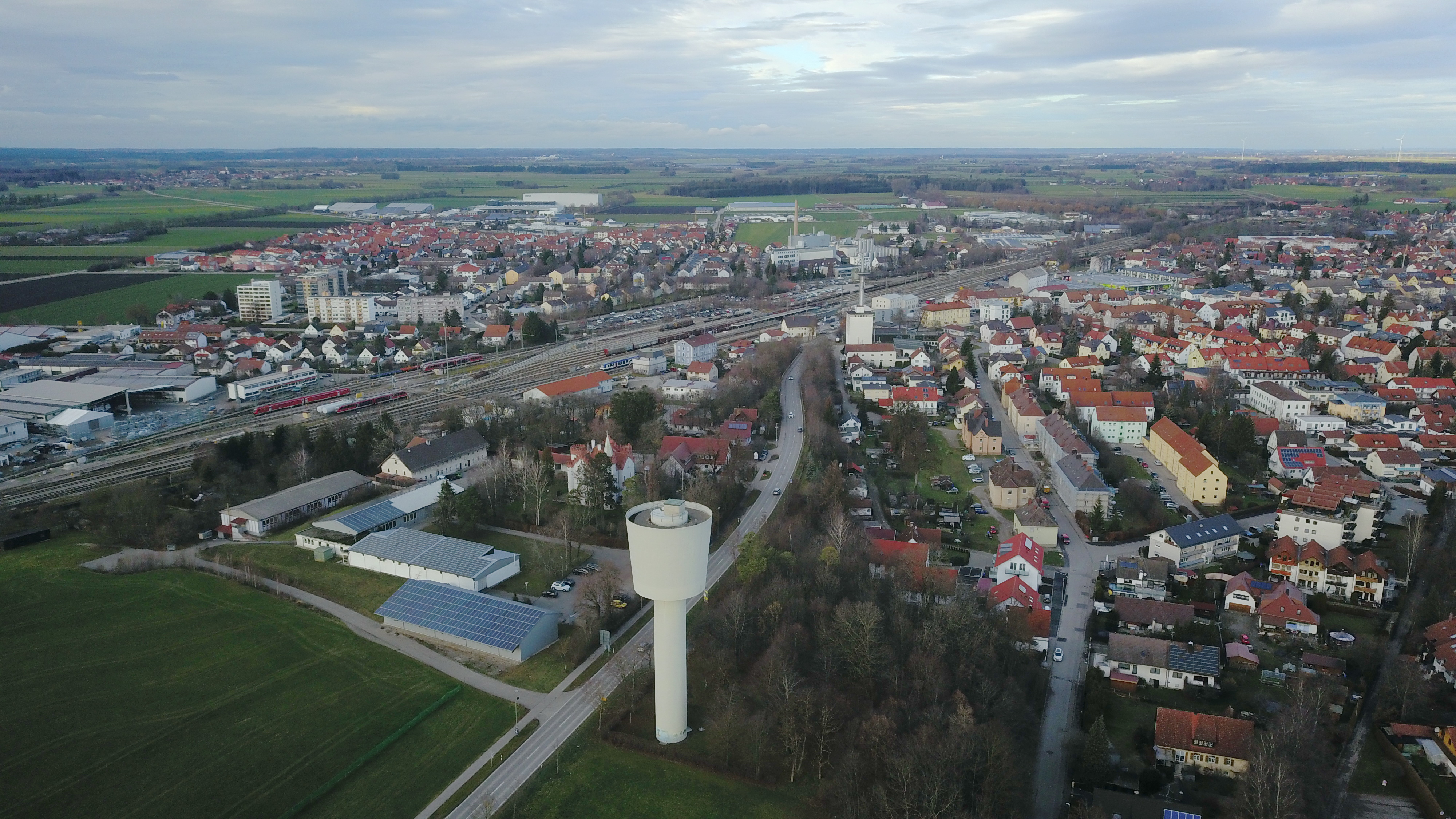
Buchloe mit Wasserturm und Bahnhof

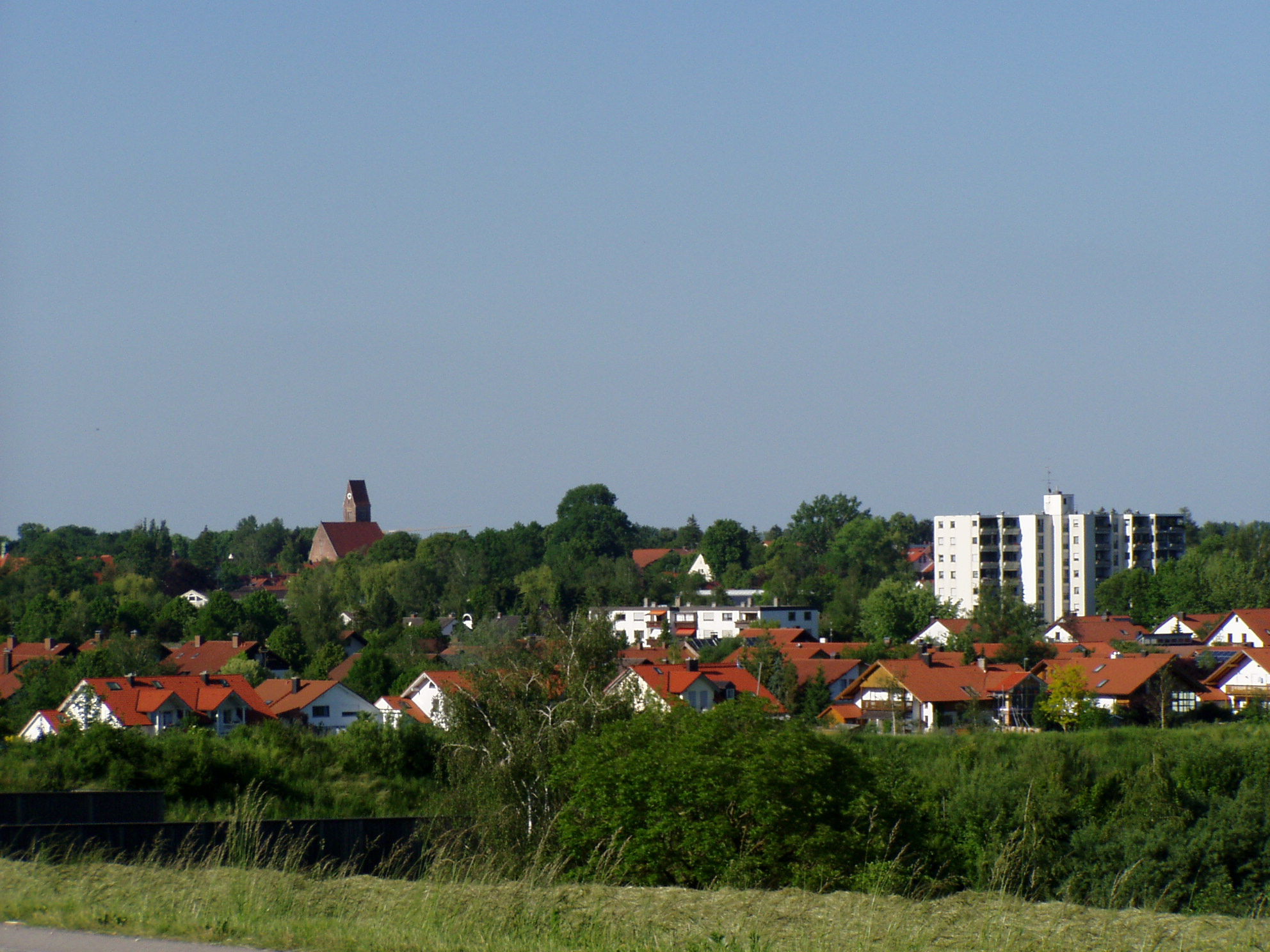
Buchloe

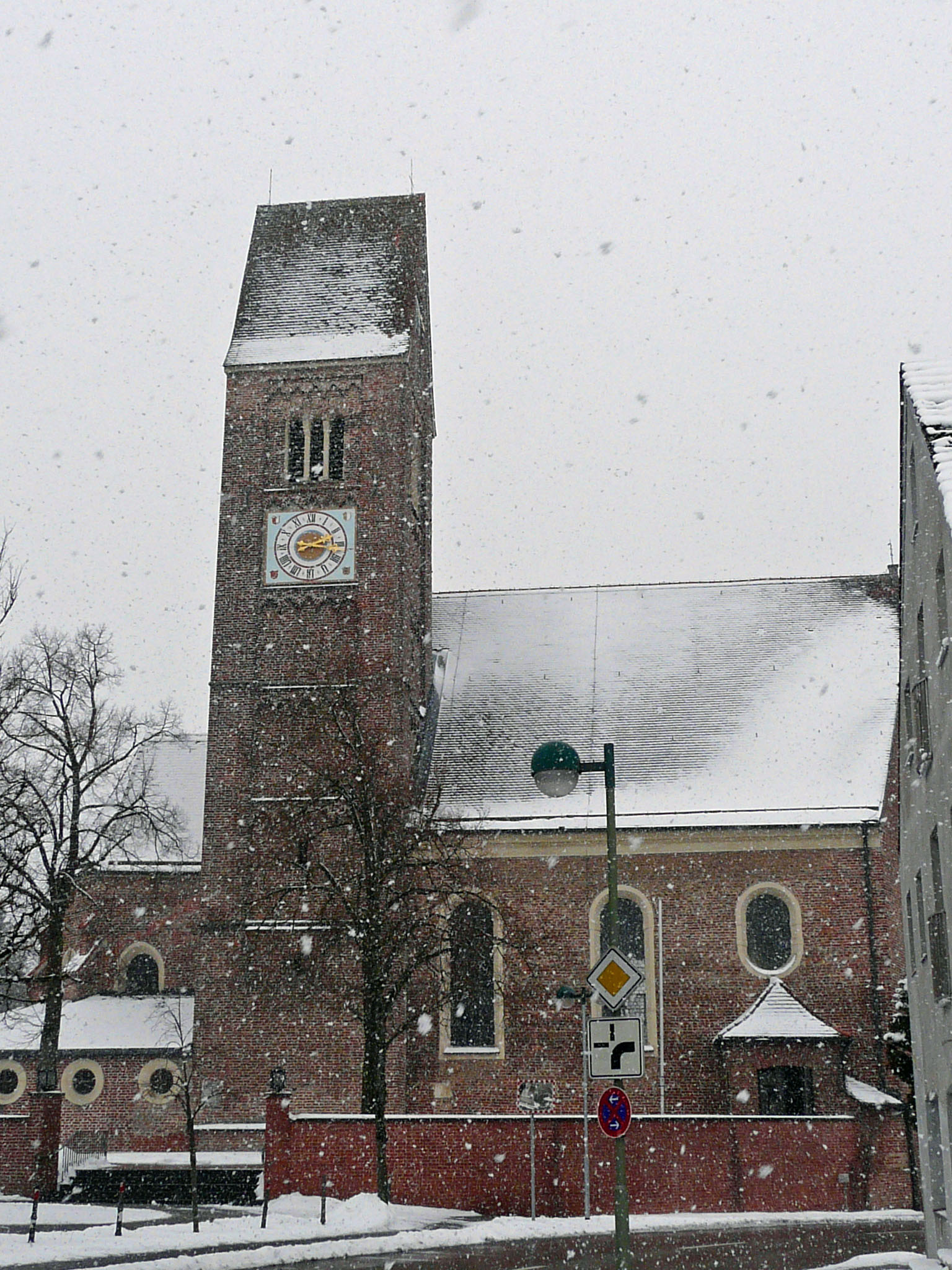
Stadtpfarrkirche Mariä Himmelfahrt

## Geographie
Der Ort liegt im Gennachtal in Mittelschwaben und nicht in der Landschaft des Allgäus. Die Höhenlage des Stadtgebiets liegt zwischen 600 und 650 m ü. NHN.
Es gibt sieben Gemeindeteile (in Klammern ist der Siedlungstyp und die ungefähre Einwohnerzahl 2022 angegeben):
- Buchloe (Hauptort; 11.267 Ew.)
- Hausen (Kirchdorf; 116 Ew.)
- Honsolgen (Pfarrdorf; 644 Ew.)
- Koppenhof (Einöde)
- Lindenberg (Pfarrdorf; 1813 Ew.)
- Schöttenau (Weiler)
- Sinkelmühle (Einöde)

## Geschichte

### Bis zum 19. Jahrhundert
Buchloe liegt an einem einst bewaldeten Höhenzug, der sanft zum Gennachtal abfällt. Der Ort entstand in der zweiten Hälfte des 8. Jahrhunderts durch Rodung eines Großgrundherrn mit ursprünglich etwa Reutgenossen am Ortsrand der Urmark Wiedergeltingen und wurde 1150 erstmals urkundlich erwähnt. Der Name Buchelon bedeutet „bei den lichten Buchenwäldern“.
Die Erhebung zur Stadt erfolgte wohl auf Bitten Volkmars des Weisen von Kemnat durch König Rudolf von Habsburg zwischen 1273 und 1283. Eine entscheidende Wende in der Geschichte Buchloes war der Tausch des Marktes und von Patronatsrechten in Buchloe und Dillishausen durch das Kloster Stams mit dem Hochstift Augsburg gegen Güter und Rechte desselben in Seeg und Mieming in Tirol im Jahre 1311. Buchloe blieb von da an bis zur Säkularisation (1802) im Besitz des Hochstifts.
Im Verlauf des 15. Jahrhunderts verlor Buchloe den Rang einer Stadt, wohl weil die Bürger Buchloes diesen nicht gegen den Augsburger Bischof behaupten konnten.
1771 war Matthias Klostermayr, genannt der bayerische Hiasl, nach seiner Verhaftung für kurze Zeit im Buchloer Zucht- und Arbeitshaus (1722–1725 erbaut, bis 1955 als Gefängnis genutzt und 1962 abgebrochen) inhaftiert.
Oft wurde Buchloe von schweren Brandunglücken heimgesucht. Im deutschen Bauernkrieg standen die Buchloer auf der Seite der Aufständischen, angeführt von dem Buchloer Sebastian Bader. Herzog Ludwig von Baiern, der einen Angriff der Buchloer Haufen auf seine Stadt Landsberg erwartete, ließ am 20. April 1525 als vorbeugende Maßnahme den Markt Buchloe plündern und in Asche legen. Bereits 1533, also acht Jahre nach dem Bauernkrieg, wütete wieder eine Feuersbrunst in Buchloe, die nochmals den halben Ort einäscherte und auch die Pfarrkirche Zu unserer lieben Frau zerstörte. 1546 kam während des Schmalkaldischen Krieges Schertlin von Burtenbach nach Buchloe, ließ den Ort ausplündern und Feuer legen.
Im Laufe der folgenden Jahrhunderte hat sich Buchloe von der 20 Höfe umfassenden welfischen Ansiedlung am Berg über der Gennach zu der heutigen Größe und Bedeutung entwickelt. Der Ort zählte 1820 717 und 1920 rund 2.500 Einwohner.

### 20. Jahrhundert
Nach dem Zweiten Weltkrieg (1939–1945) verdoppelte sich durch den Zuzug von Heimatvertriebenen aus den Ostgebieten die Bevölkerungszahl in Buchloe auf 5.250. Dieser Bevölkerungszuwachs und die Bedeutung als Eisenbahnknotenpunkt waren letztlich ausschlaggebend dafür, dass Buchloe am 20. April 1954 vom Freistaat Bayern die Bezeichnung „Stadt“ mit den Farben Rot und Silber als Stadtwappen – einst ein spätgotisches Spitzenschild des Hochstifts Augsburg – wieder verliehen bekam. Am Ende des 20. Jahrhunderts zählte Buchloe mehr als 11.000 Einwohner.

### Einwohnerentwicklung
Buchloe wuchs dank der guten Verkehrsanbindung und der Nähe nach München und Augsburg zwischen 1988 und 2008 um 3245 Einwohner bzw. um ca. 37 %. Zwischen 1988 und 2018 wuchs die Einwohnerzahl von 8810 auf 13.132 um 4322 bzw. 49,1 %.
Die Einwohnerzahlen ab 1840 beziehen sich auf die heutige Gemeindefläche (Stand: 2022).
| Bevölkerungsentwicklung | Bevölkerungsentwicklung | Bevölkerungsentwicklung | Bevölkerungsentwicklung | Bevölkerungsentwicklung | Bevölkerungsentwicklung | Bevölkerungsentwicklung | Bevölkerungsentwicklung | Bevölkerungsentwicklung | Bevölkerungsentwicklung | Bevölkerungsentwicklung | Bevölkerungsentwicklung | Bevölkerungsentwicklung | Bevölkerungsentwicklung | Bevölkerungsentwicklung | Bevölkerungsentwicklung |
| ----------------------- | ----------------------- | ----------------------- | ----------------------- | ----------------------- | ----------------------- | ----------------------- | ----------------------- | ----------------------- | ----------------------- | ----------------------- | ----------------------- | ----------------------- | ----------------------- | ----------------------- | ----------------------- |
| Jahr                    | 1840                    | 1900                    | 1939                    | 1950                    | 1961                    | 1970                    | 1987                    | 1991                    | 1995                    | 2003                    | 2007                    | 2011                    | 2015                    | 2019                    | 2022                    |
| Einwohner               | 1.548                   | 2.879                   | 3.809                   | 6.818                   | 6.919                   | 7.845                   | 8.640                   | 9.475                   | 10.092                  | 11.798                  | 12.021                  | 12.167                  | 12.568                  | 13.273                  | 13.840                  |

### Eingemeindungen
Im Zuge der Gebietsreform in Bayern wurde am 1. Juli 1971 die Gemeinde Lindenberg mit dem Gemeindeteil Schöttenau eingegliedert. Am 1. Juli 1972 kam Honsolgen mit seinen Gemeindeteilen Hausen, Koppenhof und Sinkelmühle hinzu.

## Politik
In Buchloe gibt es jeweils einen Ortsverband der CSU, der Grünen, der Freien Wählervereinigung und der FDP sowie einen Ortsverein der SPD. Daneben existiert noch die Unabhängige Bürger-Initiative für Buchloe, Lindenberg und Honsolgen (kurz UBI Buchloe).

### Stadtrat
Der Stadtrat besteht aus 24 Ratsfrauen und -herren. Sie verteilen sich nach der letzten Kommunalwahl am 15. März 2020 wie folgt auf die einzelnen Parteien und Listen:
| CSU     | FW      | UBI     | GRÜNE   | SPD     | FDP     | AfD    |
| 8 Sitze | 4 Sitze | 4 Sitze | 3 Sitze | 2 Sitze | 2 Sitze | 1 Sitz |

Seit einem Fraktionswechsel vom 29. November 2022 verfügt die CSU über 9 Sitze und die UBI nur noch über 3 Sitze.

### Bürgermeister
Liste der Ersten Bürgermeister
| Name                | Amtszeit  |
| ------------------- | --------- |
| Anton Zech          | 1886–1912 |
| Johann Bosch        | 1912–1919 |
| Adolf Popfinger     | 1919–1920 |
| Johann Strauß       | 1920–1938 |
| Albert Eser         | 1938–1945 |
| Johann Mayer        | 1945–1947 |
| Josef Uebele        | 1948–1962 |
| Jakob Förg          | 1962–1966 |
| Franz Motzer        | 1966–1973 |
| Gert Daisenberger   | 1974–1991 |
| Franz Greif         | 1991–2003 |
| Josef Schweinberger | 2003–2020 |
| Robert Pöschl       | 2020–     |

### Wappen
| | Blasonierung: „Gespalten von Rot und Silber.“ |
| Wappenbegründung: Zwischen 1273 und 1283 erhob König Rudolf Buchloe zur Stadt. Kaiser Karl IV. erneuerte 1363 die Stadtrechte. Seit 1405 war Buchloe dann wieder Markt und wurde erst 1954 wieder zur Stadt erhoben. An einer Urkunde vom 13. Januar 1500 ist ein Siegelabdruck überliefert mit dem gespaltenen Schild des Hochstifts Augsburg und der Umschrift S. CIVIVM DE PVOCHLVN. Buchloe gehörte von 1311 bis zur Säkularisation 1802 zum Hochstift Augsburg. Daran erinnern die Farben Rot und Silber aus dem Hochstiftswappen. In einem Siegel von 1634 erscheinen erstmals in der vorderen Schildhälfte feine Damaszierungen, die als Wappenfigur gedeutet wurden. Man interpretierte sie als Buchenzweige, die redend für den Ortsnamen standen. 1834 tauchen Blätter in einem von Gold und Silber gespaltenem Schild auf. Erst 1950 bekam das Wappen wieder seine alte und richtige Gestalt. |                                               |

### Partnerschaft
- Seit 1985 ist Cesson (Frankreich) nahe Paris Partnerstadt von Buchloe.
- 1960 wurde die Patenschaft für die vertriebenen Sudetendeutschen aus der Gemeinde Saubsdorf im Kreis Freiwaldau im Altvatergebirge übernommen.
- Freundschaftliche Beziehungen bestehen zu Kőszeg in Ungarn.

## Kultur und Sehenswürdigkeiten

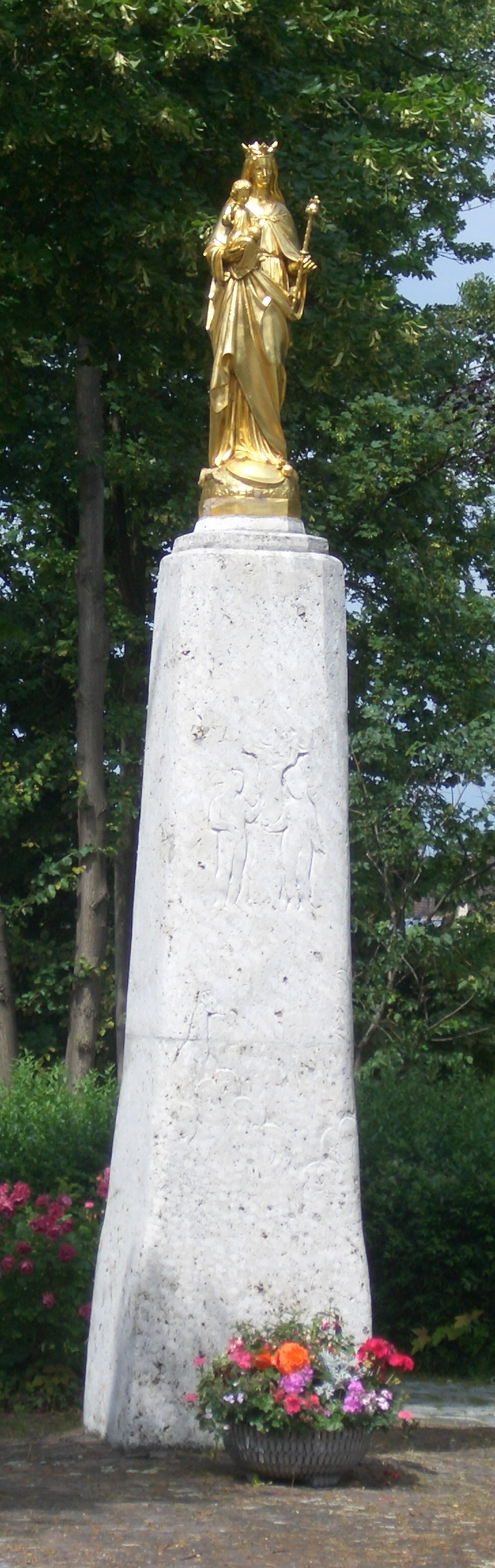
Mariensäule an der Augsburger Straße

### Heimatmuseum
1997 wurde das Heimatmuseum Buchloe im ehemaligen Gebäude der Raiffeisenbank Buchloe eröffnet. Es zeigt mehrere alte Kirchturmuhren, liturgische Gegenstände, Gemälde des Barockmalers Joseph Schwarz (1709–1766), die Alt-Buchloer Tracht, einheimische und exotische Schmetterlinge, Modelle des 1968 abgebrochenen alten Bahnhofsgebäudes und des Zucht- und Arbeitshauses sowie Gemälde von Eduard Bechteler (1890–1983). Ein eigenes Kabinett ist Erwin Neher, dem Nobelpreisträger für Medizin und Physik 1991, der in Buchloe aufwuchs, gewidmet.

### Bauwerke
- Südlich von Buchloe befindet sich die Volkssternwarte Buchloe, in der regelmäßig öffentliche Himmelsbeobachtungen stattfinden.
- Stadtpfarrkirche St. Mariä Himmelfahrt (auch Stadtpfarrkirche Zur Göttlichen Mutter genannt) mit einer Ausstattung aus dem 18. Jahrhundert.
- Haus der Begegnung: Katholisches Pfarrheim im Westteil der Stadt mit auffälliger Architektur in Form einer Welle
- Schloss Rio: 1901–1903 im historisierenden Stil erbaut, im Südwesten Buchloes (Richtung Lindenberg) gelegen
- Lindenberg: Die katholische Pfarrkirche St. Georg und Wendelin mit barocker Ausstattung liegt auf einem Berg und ist von Weitem sichtbar.
- Wasserturm an der Ortsausfahrt in Richtung Lindenberg

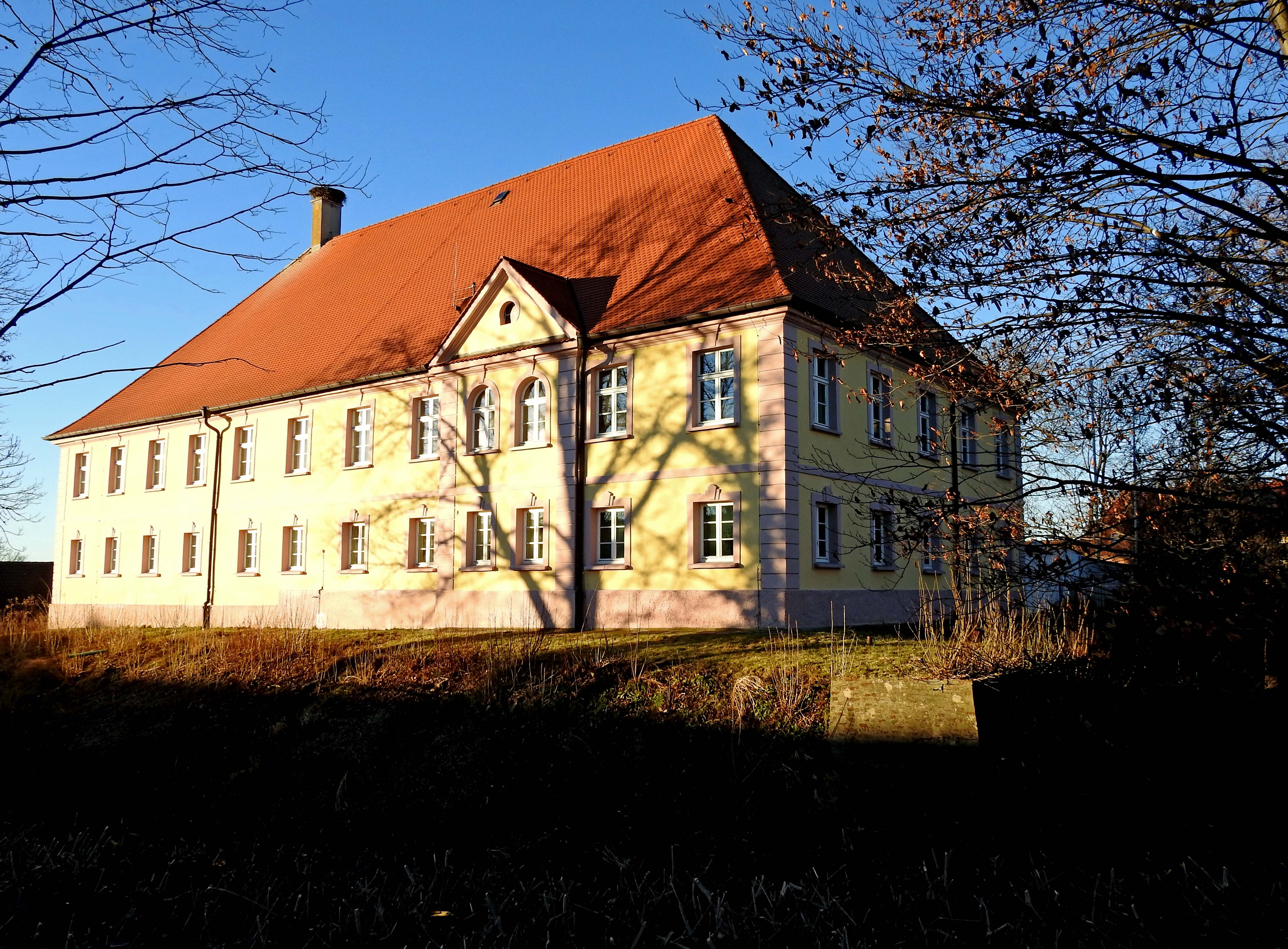
Ehem. Amtshaus, jetzt Polizeiinspektion

## Wirtschaft und Infrastruktur

### Verkehr
Die Stadt liegt direkt an der Bundesautobahn 96 (München – Buchloe – Memmingen – Lindau) mit Anschlussstelle zur Bundesstraße 12 (Lindau über München und Passau nach Philippsreut) und bezeichnet sich selbst als Tor zum Allgäu. Die Staatsstraße 2035 führt ebenfalls durch Buchloe.
Der Bahnhof Buchloe ist der Knotenpunkt der vier Eisenbahnstrecken  München–Buchloe,  Buchloe–Lindau, Augsburg–Buchloe und Buchloe–Memmingen mit Eurocity-Express-Direktverbindungen (ECE) in die Schweiz. Die Eurocity-Verbindungen sind seit dem Fahrplanwechsel im Dezember 2020 zu ECE-Verbindungen umgestellt und werden seitdem im Zuge der Elektrifizierung mit den Astoro-Zügen der SBB gefahren. Von den 1930er Jahren bis 1972 bestand in Buchloe ein eigenständiges Bahnbetriebswerk.

### Ansässige Unternehmen
Bekannte Unternehmen sind der Automobilhersteller Alpina Burkard Bovensiepen GmbH und Co. und die Karwendel-Werke Huber.
Weiterhin haben die Moksel-Gruppe, die Fristo Getränkemarkt GmbH und die Rudolf Hörmann GmbH & Co KG (Hörmann Allgäuer Stallbau) ihren Hauptsitz in Buchloe.

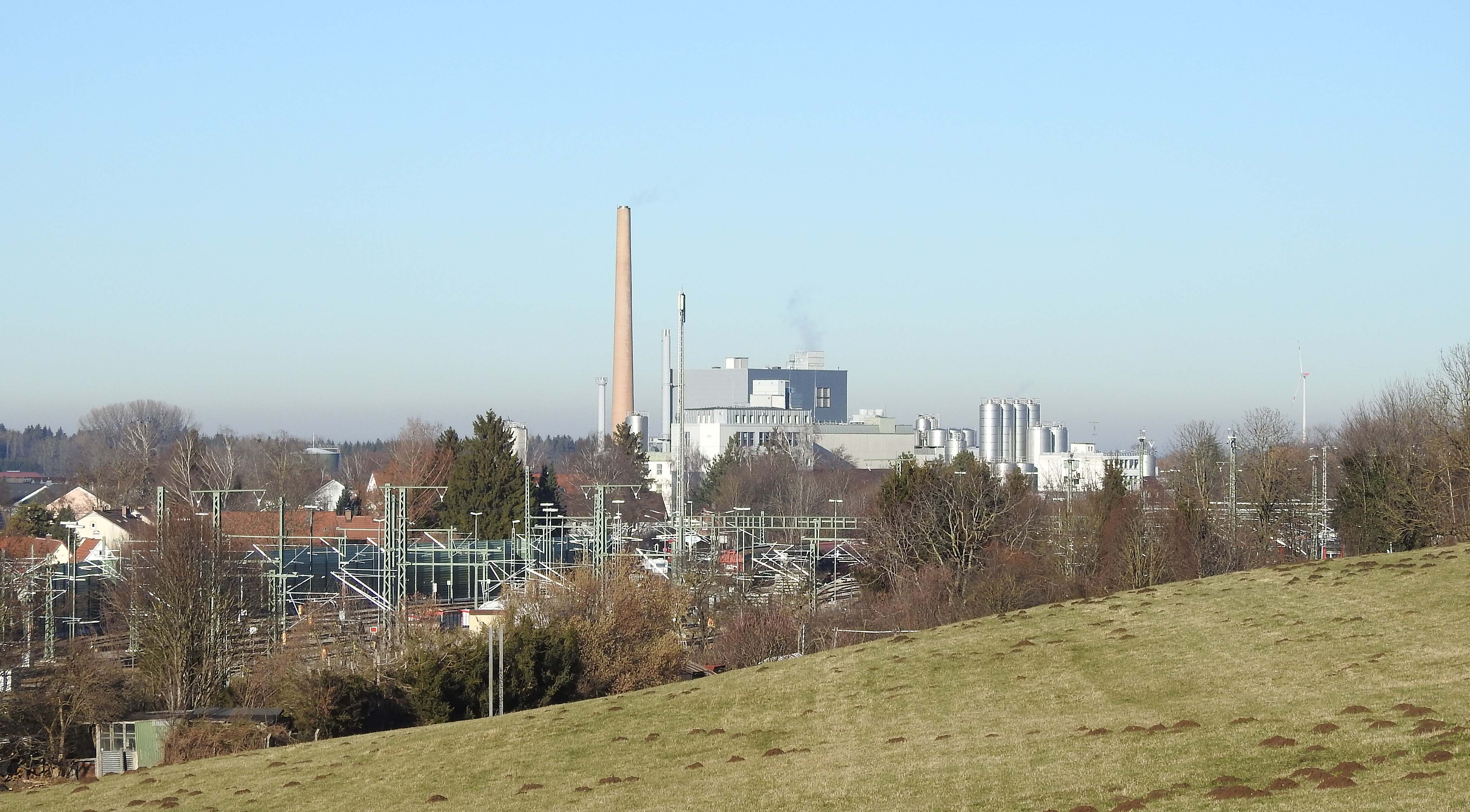
Karwendel-Werke in Buchloe

### Öffentliche Einrichtungen
Buchloe hat eine eigene Polizeiinspektion, ein Krankenhaus und eine Rettungswache des Bayerischen Roten Kreuzes. Außerdem gibt es eine Ortsgruppe der Wasserwacht (gegr. 1947), sechs Kindergärten, zwei Alten- und Pflegeheime, Betreutes Wohnen sowie eine Sozialstation. Die Freiwillige Feuerwehr Buchloe besteht (mit Unterbrechung durch den Zweiten Weltkrieg) seit 1871.

### Bildung
In Buchloe gibt es die Meinrad-Spieß- und die Comenius-Grundschule, eine Mittelschule, eine Realschule, eine Volkshochschule und eine Berufsfachschule für Krankenpflege, die mittlerweile mit der Kaufbeurer Krankenpflegeschule zusammengelegt wurde.
Das Gymnasium Buchloe nahm im Schuljahr 2011/12 den Betrieb auf und bezog im September 2013 ein neuerbautes Gebäude im Süden der Stadt.

### Freizeit- und Sportanlagen

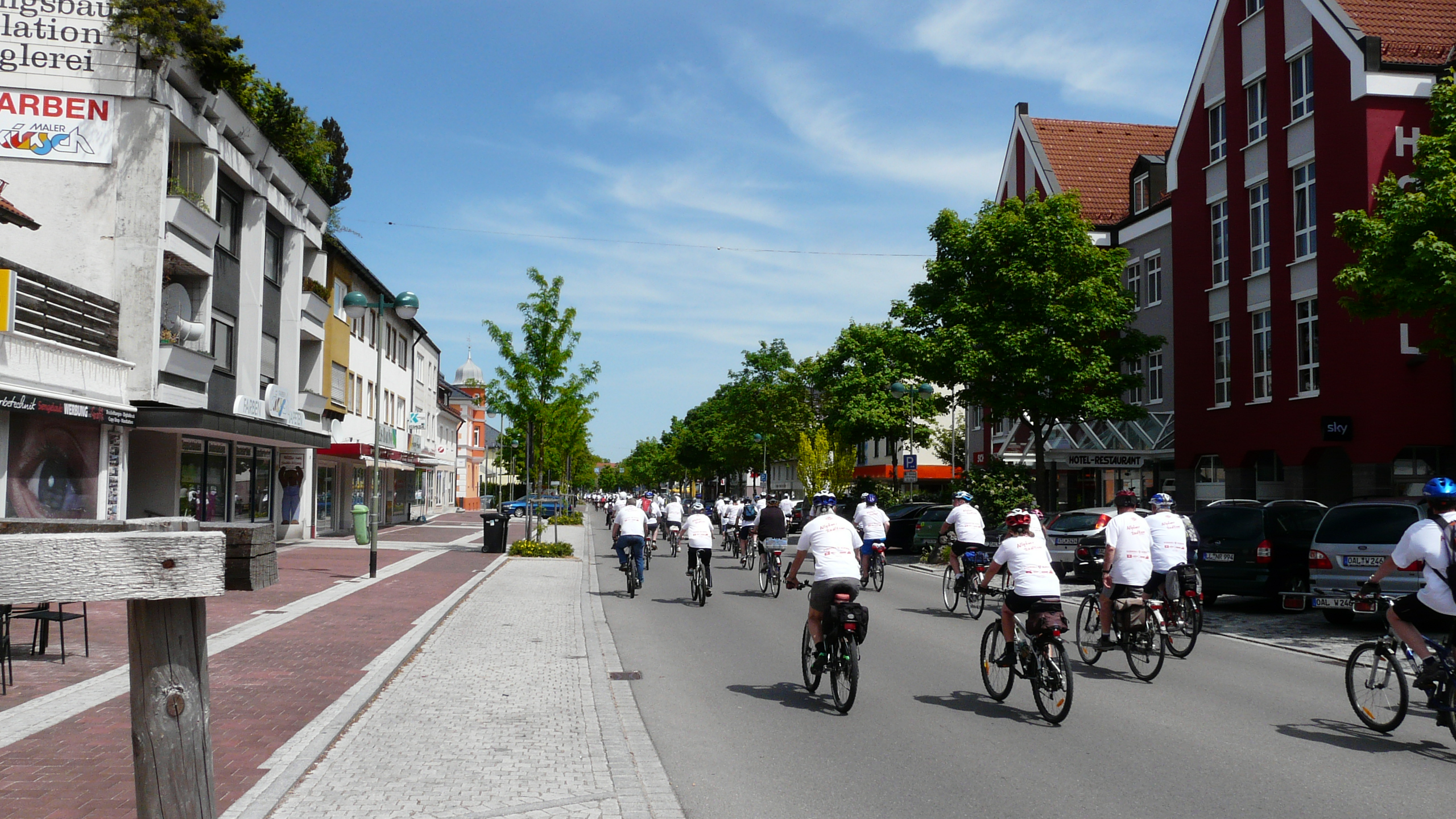
Allgäuer Radltour 2012 in Buchloe

Im Südosten befinden sich ein Tennisplatz, eine Squashhalle, eine Eissporthalle, ein Hallenbad und ein Freibad. Diese Einrichtungen liegen direkt an den Schulen bzw. in deren unmittelbarer Umgebung. Des Weiteren besitzt Buchloe ein Fußballstadion, mehrere Bolzplätze, drei Fitnessstudios, eine Schießstätte, ein Jugendzentrum und eine Bücherei.

### Wasserversorgung
Die Stadt bezieht ihr Wasser aus der fünf Brunnen umfassenden Versorgungsanlage „Hirnschale“ westlich des Ortsteils Lindenberg und südlich der A 96. Das zugehörige Wasserschutzgebiet umfasst ca. 382 ha.

## Persönlichkeiten

### Söhne und Töchter der Stadt
- Augustinus Erath (1648–1719), Propst von St. Andrä an der Traisen, Emblematiker und Comes Palatinus
- Johann Michael von Lutzenberg (1745–1815), Mediziner und Hochschullehrer
- Josef Anton Becht (1858–1926), Organist, Kapellmeister, Dirigent und Musikpädagoge
- Franz Xaver Lang (1867–1934), Landwirt und Politiker (BVP), im Stadtteil Hausen geboren
- Eugen Schraudy (1880–1959), Kommunalpolitiker in Kempten (Allgäu)
- Karl Ostberg (1890–1935), Polizeibeamter und NS-Funktionär
- Rudolf Dörr (1928–2010), Regierungspräsident von Schwaben
- Ria Endres (* 1946), Schriftstellerin
- Karl-Heinz Hummel (* 1953), Autor, Librettist, Darsteller und bayrischer Geschichtenerzähler
- Bertram Meier (* 1960), katholischer Geistlicher und Theologe, Bischof von Augsburg
- Hubert Zimmermann (* 1964), Politikwissenschaftler und Historiker
- Klaus Hofmann (* 1967), Fußballfunktionär, Unternehmer und Präsident des FC Augsburg
- Norbert Radmacher (* 1975), Jurist
- Sebastian Schwele (* 1976), ehemaliger deutscher Eishockeyspieler und heutiger Sportjournalist
- Wilhelm Brem (* 1977), Behindertenskisportler
- Thomas Holzmann (* 1987), Eishockeyspieler bei den  Augsburger Panthern
- Marco Zanoni (* 1991), deutsch-italienischer Spielfilmeditor und Colorist.
- Manuel Strodel (* 1992), Eishockeyspieler
- Nicolas Strodel (* 1998), Eishockeyspieler
- Laura Egger (* 2000), Eishockeyspielerin

### Persönlichkeiten, die in der Stadt gewirkt haben
- Erwin Neher (* 1944 in Landsberg am Lech, aufgewachsen in Buchloe), Physiker, Nobelpreisträger für Medizin und Physiologie (1991)
- Emil Vogel (* 1930 in Lindenberg), Bildhauer, Gestalter des Marienbrunnens in Buchloe
- Werner Hartmann (* 1959 in Mindelheim), Leichtathlet, Deutscher Meister im Diskuswurf 1979, Mitglied der für die Olympischen Sommerspiele 1980 vorgesehenen Mannschaft der Bundesrepublik Deutschland, war Mitglied des VfL Buchloe.
- Loomit (* 1968 in Celle), deutscher Graffitikünstler. Seine Karriere begann 1983 in Buchloe, wo er den Wasserturm bemalte.
- Andrea Ablasser (* 1983 in Bad Friedrichshall, aufgewachsen in Buchloe[21]), Medizinerin, Preisträgerin für Immunologie, Paul-Ehrlich-Preis (2025)
- Der Zauberer Hardy besuchte in Buchloe die Volksschule Buchloe bis zur 6. Klasse.

### Ehrenbürger
- Alexander Moksel (1918–2010), Unternehmer
- Antonie Moksel (1924–2016), Ehefrau von Alexander Moksel
- Erwin Neher (* 1944), Biophysiker
- Horst Seehofer (* 1949), Politiker[22]
- Hubert Müller (1930–2021), ehemaliger Stadtrat und BLSV-Kreisvorsitzender Ostallgäu[23][24]